# Пикап (соблазнение)
Пика́п (от англ. pick up) — разновидность деятельности, направленной на знакомство с целью соблазнения. Пикап состоит из техник для соблазнения женщин, которые распространяются в пика́п-сообществе в интернете и реальности. Также проводятся семинары и тренинги, издаются пособия по пикапу. Человек, занимающийся пикапом, называется пика́пером (англ. pick-up artist, сокращённо PUA).

## История
Пикап-сообщество возникло в 1990-е годы как часть движения по саморазвитию. Его основатель, Росс Джеффрис, создал в Калифорнии дискуссионную группу, участники которой обсуждали свои проблемы с соблазнением женщин и искали стратегии по соблазнению. Новинкой было использование Джеффрисом техник нейролингвистического программирования. Его «Speed Seduction» (с англ. — «Быстрое соблазнение») считается первой школой пикапа.
В 1994 году его ученик Льюис де Пейн (англ. Lewis de Payne) основал группу новостей alt.seduction.fast, целью которой были организация собраний и обсуждений с участием членов группы. После успеха этой группы в интернете появилось множество форумов, рассылок и блогов, образовавших пикап-сообщество, или так называемое «сообщество по соблазнению» (англ. Seduction Community). Интернет стал не только способом общения пикаперов, но и средством распространения пикапа, при этом он позволял пикаперам общаться анонимно.
Пикап стал популярен с выходом в 2005 году полуавтобиографической книги Нила Страусса «Игра: проникая в тайное сообщество пикаперов» (англ. The Game: Penetrating the Secret Society of Pickup Artists), рассказывающей о том, как Страусс на протяжении двух лет исследовал пикап-сообщество изнутри, став мастером пикапа. Книга стала бестселлером, достигнув первого места в рейтинге продаж на Amazon и на протяжении двух месяцев находясь в рейтинге бестселлеров по версии The New York Times.
Книга повествует и о заметных пикаперах того времени, таких как основатель пикапа Джеффрис и Эрик фон Марковик, автор книги «Метод Мистери: Как таскать в постель красоток» (англ. The Mystery Method: How to Get Beautiful Women into Bed), одной из наиболее популярных книг в пикап-сообществе. «Мистери» — это псевдоним самого Марковица; в пикап-сообществе распространено использование псевдонимов — например, Страусс, став пикапером, называл себя «Style» (с англ. — «стиль»). Мистери помещает свою книгу в научный контекст, утверждая, что он исследует «науку социальной динамики» (англ. science of social dynamics), и предлагая читателям «продвинутые алгоритмы с 13-летней историей».

## Основа
Изначальная версия Джеффриса основывается на нейролингвистическом программировании (НЛП) — теории, которая утверждает наличие связи между неврологическими процессами, языком и поведением, которое формируется на основе опыта, или «программируется», и предполагает возможность при помощи моделирования поведения приобрести навыки моделируемого человека. При этом, согласно консенсусу современного психологического сообщества, НЛП является псевдонаукой, а его методы не имеют под собой научной основы.
Джеффрис утверждает, что, имитируя поведение экспертов по соблазнению, можно приобрести их навыки, что позволит привлекать женщин, и обосновывает это при помощи НЛП. Более современные пикап-гуру отказались от наиболее сильных утверждений Джеффриса, однако большинство из них всё ещё заимствуют базовые элементы НЛП.
Для формулирования нужных понятий в англоязычном пикап-сообществе используется специальная псевдонаучная терминология, которая предназначена, чтобы отличать посвящённых в пикап от других людей. При этом пикап-термины получены переосмыслением слов обычного английского языка или заимствованы из специальных областей языка вроде бизнес-терминологии и потому их значение достаточно понятно новичкам.
Англоязычная пикап-терминология была заимствована в основном из следующих областей:
- Военная терминология: например, соблазняемая женщина называется target (с англ. — «цель»);
- Спортивная терминология: например, процесс соблазнения называется game (с англ. — «игра»);
- Бизнес-терминология: например, среди стратегий пикапа есть raising own value (с англ. — «повышение собственной стоимости») и lowering her value (с англ. — «понижение её стоимости»).

Заимствование терминологии из специальных областей языка соответствует понятию фрейминга (англ. framing — «установка в рамку»), которое в пикапе означает переосмысление ситуации как происходящей в других обстоятельствах, например, спортивной тренировки. При этом при описании одних и тех же ситуаций используются термины из различных областей языка одновременно, что можно считать метафорическим переносом из одной ситуации в другую. Фрейминг используется для снятия напряжения, вызванного необходимостью достичь успеха, поскольку в контексте тренировки проваленная попытка так же ценна, как и успешная.

## Понятия
Нег (от англ. neg) — нечто среднее между комплиментом и оскорблением, двусмысленный комплимент. Предназначается для того, чтобы сбить женщину с толку, помешав ей отреагировать так, как она обычно автоматически реагирует на комплименты, а также чтобы уменьшить её самооценку и показать отсутствие интереса в ней. С точки зрения многих журналистов, это грубая и мизогинная техника. Давид Деанжело, автор книги «Удвой количество своих свиданий» (англ. Double Your Dating), объясняет эту технику тем, что у женщин в построении отношений есть преимущество и к традиционным способам ухаживания — комплиментам, цветам, напиткам — они привыкли.
Кино (сокращение от «кинестетика») — прикосновения к женщине, предназначенные для повышения гормонального уровня и дальнейшего соблазнения. Так, Мистери предлагает постепенно увеличивать уровень прикосновений, чтобы достичь доверия, одновременно добиваясь от женщины любых эмоций, даже негативных, поскольку это должно делать женщину уязвимой. По мнению специалиста по коммуникациям Аманды Денес (англ. Amanda Denes), эта идея была основана на работах, что гормон окситоцина, выделяемый при сексуальном возбуждении, помогает строить отношения, но при этом понятых так, будто этот гормон поможет соблазнить женщину.

## Критика
С одной стороны, пикап критикуется за отношение к женщинам: распространение мизогинии, сексуальной объективизации и плохого обращения с женщинами. Например, профессор Гильда Родригес (англ. Gilda Rodríguez), специалистка по гендерным исследованиям, помещает пикап в один спектр с сексистским поведением, включающим изнасилования и убийства, а феминистка Аманда Маркотт отмечает, что пикап-сообщество пересекается с движением за права мужчин, участники которого утверждают, что женщины имеют больше прав или привилегий, чем мужчины.
С другой стороны, пикап критикуется за свои претензии на научность: использование непроверенных терапевтических методов, неверное понимание психологических исследований, на которых основывается пикап. Например, специалистка по коммуникациям Аманда Денес (англ. Amanda Denes) отмечает ненаучность попыток Мистери тренировать женщин как домашних животных, поощряя правильное поведение и наказывая за неправильное поведение (что, кроме того, дегуманизирует женщин, представляя их как животных, без всякой личности); она отмечает неверное использование научного языка, из-за чего Мистери и другие пикаперы сводят межличностное общение к чисто биологической стороне дела, игнорируя социальную и культурную ситуацию, в которой формируются отношения. Анна Эроусмит, исследовательница секса, порнографии и феминизма, отмечает, что в пикапе распространено ненаучное представление о значительных отличиях между мужчинами и женщинами в том, как они находят друг друга привлекательным и строят отношения.